# Michael Maze
Michael Maze (Fakse, 1º settembre 1981) è un tennistavolista danese.

## Palmarès
- Olimpiadi

Atene 2004: bronzo nel doppio
- Mondiali
  - 2005: bronzo nel singolo

- Europei
  - 2000: bronzo a squadre
  - 2005: oro a squadre
  - 2007: bronzo nel singolo
  - 2009: oro nel singolo e argento a squadre

- TOP 12 Europeo
  - 2004: 1º classificato